# Angela Merkel
Angela Dorothea Kasner (), coniugata Merkel (Amburgo, 17 luglio 1954) è una politica tedesca, ottava a ricoprire il ruolo di cancelliere federale della Germania dal 22 novembre 2005 all'8 dicembre 2021.
Eletta al Parlamento tedesco nel Meclemburgo-Pomerania Anteriore, è stata Presidente dell'Unione Cristiano-Democratica (CDU) dal 9 aprile 2000 al 7 dicembre 2018 e Presidente del gruppo parlamentare CDU-CSU dal 2002 al 2005. Nominata per la prima volta Cancelliera a seguito delle elezioni federali del 2005, ha guidato una grande coalizione con il partito consociato, l'Unione Cristiano-Sociale (CSU), e con il Partito Socialdemocratico (SPD) sino al termine della legislatura (2009).
Nel 2007 è stata anche Presidente del Consiglio europeo e Presidente del G8. Ha svolto un ruolo fondamentale nei negoziati per il Trattato di Lisbona e nella Dichiarazione di Berlino del 2007. In politica interna, i principali problemi affrontati sono stati la riforma del sistema sanitario e lo sviluppo energetico futuro. Angela Merkel è la prima donna a ricoprire la carica di Cancelliere della Germania e la seconda a presiedere il G8, dopo Margaret Thatcher. Nel 2008 ha ricevuto il Premio Carlo Magno «per la sua opera di riforma dell'Unione europea»: il riconoscimento le è stato consegnato da Nicolas Sarkozy.
Nelle elezioni federali del 2009, che hanno visto prevalere l'alleanza CDU/CSU e FDP, ha formato un nuovo governo con una maggioranza nero-gialla (dai colori dei partiti che la sostengono, rispettivamente CDU e FDP). Il Governo Merkel II è rimasto in carica dal 28 ottobre 2009 al 17 dicembre 2013, giorno in cui ha giurato il Governo Merkel III. Il 24 settembre 2017 è stata rieletta cancelliera per il quarto mandato consecutivo. Il 29 ottobre 2018 annuncia il proprio ritiro dalla politica nel 2021, all'indomani del calo di consensi per la CDU nelle elezioni in Assia.
Angela Merkel presenta le dimissioni del suo governo (Governo Merkel IV) il 26 ottobre 2021 tuttavia il presidente della Repubblica federale tedesca Frank-Walter Steinmeier accettando la inviterà a restare in carica per il disbrigo degli affari correnti fino al giuramento del nuovo governo. Il 4 dicembre 2021 Angela Merkel saluta ufficialmente la Cancelleria federale.
Il suo mandato come Cancelliera federale ha segnato profondamente la storia recente della Germania e dell’intera Unione europea, ragion per cui è considerata fra le donne più potenti del mondo, tanto da essere stata, secondo Forbes, in cima a questa classifica ininterrottamente dal 2006 al 2020, con la sola eccezione del 2010. È stata insignita del Premio Nansen per i Rifugiati dell'UNHCR 2022, in ragione della decisione del suo governo di accogliere in Germania più di 1,2 milioni di rifugiati e richiedenti asilo nel 2015 e 2016, all’apice della Guerra civile siriana.

## Biografia

### Gioventù
Angela Dorothea Kasner è nata ad Amburgo, figlia di Horst Kasner (nato il 6 agosto 1926 a Berlino-Pankow e morto il 2 settembre 2011), pastore luterano, e della moglie Herlind Jentzsch (nata a Danzica l'8 luglio 1928 e morta il 6 aprile 2019), insegnante di inglese e latino. Ha un fratello, Marcus (nato il 7 luglio 1957), e una sorella, Irene (nata il 19 agosto 1964). La madre fu membro del Partito Socialdemocratico. I nonni materni vivevano a Elbing, in Prussia Orientale (ora Elbląg nel voivodato della Varmia-Masuria in Polonia); uno di essi aveva origini polacche.

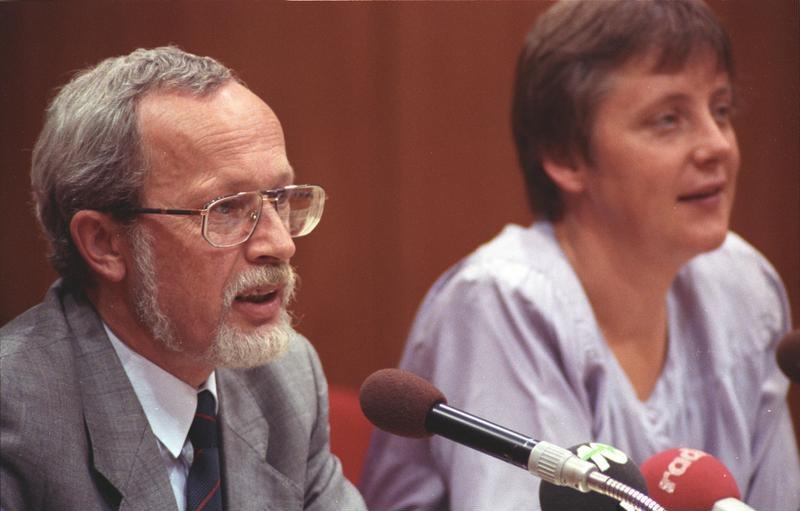
Angela Merkel nel 1990 assieme a Lothar de Maizière

Suo padre studiò Teologia a Heidelberg e, in seguito, ad Amburgo. Nel 1954 il padre divenne pastore della chiesa di Quitzow, presso Perleberg, nel Brandeburgo, e la famiglia si trasferì a Templin. Pertanto, la futura Cancelliera crebbe in campagna, a 80 km a nord di Berlino, nella Repubblica Democratica Tedesca socialista.
Winifred Engelhardt, ex membro anziano dell'Unione Cristiano-Democratica asserisce in un libro che la capacità della famiglia di viaggiare tranquillamente dalla Germania Est alla Germania Ovest, come anche il loro possesso di due automobili, porta alla conclusione che il padre di Angela Merkel avesse relazioni con il regime comunista, in quanto tali libertà per un pastore cristiano e la sua famiglia sarebbero state normalmente difficilissime nella RDT.
Come molti giovani connazionali, Angela Merkel fu membro del movimento giovanile socialista Libera Gioventù Tedesca; in seguito divenne membro dell'amministrazione del distretto e segretaria dell'"Agitprop" (agitazione e propaganda) presso l'Accademia delle Scienze di tale organizzazione. Tuttavia non prese parte alla cerimonia di passaggio alla maggiore età, comune nella Germania dell'Est, ma si sottopose invece al rito della Cresima in quanto osservante nella religione cristiano luterana.
Angela Merkel ha compiuto i suoi studi a Templin e all'Università di Lipsia, dove ha studiato fisica dal 1973 al 1978. Successivamente ha frequentato e lavorato all'Istituto Centrale per la Chimica fisica dell'Accademia delle Scienze a Berlino-Adlershof dal 1978 al 1990. Angela Merkel parla correntemente il russo. Dopo aver conseguito il dottorato (Dr. rer. nat.), con una tesi dottorale sulla chimica quantistica, ha continuato a operare nella ricerca.
Nel 1989 Angela Merkel fu coinvolta nel nascente movimento democratico «Il popolo siamo noi» a seguito della caduta del Muro di Berlino, aderendo poi al nuovo partito Risveglio Democratico. Dopo le elezioni libere del 18 marzo 1990 divenne la portavoce dell'ultimo governo della Repubblica Democratica Tedesca, guidato da Lothar de Maizière.

### Deputata al Bundestag
Alle prime elezioni avvenute dopo la riunificazione, nel dicembre 1990, venne eletta al Bundestag in una circoscrizione che comprende i distretti di Nordvorpommern e Rügen, oltre alla città di Stralsund. Il suo partito si è in seguito fuso con la CDU della Germania Ovest, e Angela Merkel è divenuta Ministro per le Donne e i Giovani nel quarto governo presieduto da Helmut Kohl.
Nel 1994, nel quinto governo Kohl, è stata nominata Ministro per l'Ambiente e la Sicurezza dei Reattori, il che le ha dato una grande visibilità politica e lo slancio per costruire la propria carriera politica. Come una dei protetti di Kohl e come ministro più giovane del governo, si è conquistata il soprannome di das Mädchen ("la ragazza").

### Leader dell'opposizione

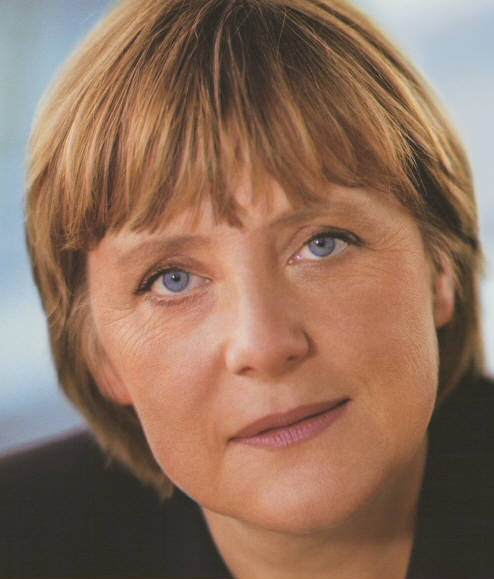
Angela Merkel leader dell'opposizione nel 2000

Quando il governo Kohl fu sconfitto alle elezioni federali del 1998, Angela Merkel venne nominata Segretario-Generale della CDU. In questa posizione, portò una serie di vittorie dei Cristiano Democratici in sei delle sette elezioni nei Länder nel 1999, rompendo la supremazia della coalizione SPD-Verdi nel Bundesrat, il corpo legislativo che rappresenta i Länder.
Dopo uno scandalo finanziario nel partito, che compromise molte figure di punta della CDU (principalmente Kohl stesso, che rifiutò di dichiarare un lascito di 2 000 000 di marchi in quanto aveva dato la propria parola d'onore e Wolfgang Schäuble, successore di Kohl, che non prestò neanch'egli cooperazione), Angela Merkel criticò il suo ex mentore, Kohl, e avviò una nuova rinascita del partito senza di lui.
Angela Merkel fu eletta per sostituire Schäuble, divenendo la prima donna presidente del partito, il 10 aprile 2000. La sua elezione sorprese molti osservatori, e la sua personalità era in contrasto con il partito che aveva scelto di guidare: ella è infatti evangelica, per le sue origini protestanti della Germania del nord, mentre la CDU è un partito dominato da uomini, conservatore con forti radici cattoliche e con roccaforti nella Germania occidentale e meridionale.

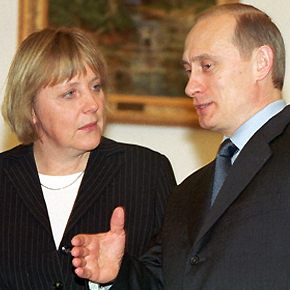
Angela Merkel con Vladimir Putin (8 febbraio 2002)

Dopo l'elezione a leader della CDU, Angela Merkel conquistò popolarità nella popolazione tedesca e fu scelta da molti tedeschi per divenire la sfidante del Cancelliere Gerhard Schröder alle elezioni federali del 2002. Tuttavia, ella non ricevette abbastanza sostegno all'interno del suo partito e in particolare nel partito gemello (l'Unione Cristiano-Sociale in Baviera, CSU), e fu pertanto lasciata in disparte dal leader della CSU, Edmund Stoiber, che fu lo sfidante di Schröder, ma che perse l'elezione con un piccolo margine. Dopo la sconfitta di Stoiber nel 2002, oltre al suo ruolo di presidente della CDU, Angela Merkel divenne leader dell'opposizione conservatrice alla camera bassa del Parlamento tedesco, il Bundestag. Il suo rivale, Friedrich Merz, che aveva detenuto la carica di leader parlamentare prima delle elezioni del 2002, si dimise per lasciarle spazio.
Sostenne un'agenda di riforme sul sistema economico e sociale tedesco, esprimendo posizioni di maggior favore verso l'apertuta del mercato e della deregolamentazione, rispetto a quelle del suo partito (la CDU); promosse i cambiamenti delle norme regolatrici del mercato del lavoro, rimuovendo in particolare le barriere per il licenziamento e consentendo di aumentare le ore lavorative settimanali. Sostenne che le leggi esistenti rendevano il paese meno competitivo in quanto le imprese non potevano controllare i costi del lavoro nel periodo di contrazione del mercato, spinse affinché l'abbandono dell'energia nucleare avvenisse meno velocemente di quanto previsto dal governo di Schröder.
Richiese inoltre fortemente un'alleanza transatlantica e l'amicizia tra Germania e Stati Uniti. Nella primavera del 2003, sfidando la forte opposizione pubblica, si dichiarò in favore dell'invasione dell'Iraq, descrivendola come "azione inevitabile" e accusando il cancelliere Gerhard Schröder di anti-americanismo. Criticò inoltre il sostegno del governo all'ingresso della Turchia nell'Unione europea, preferendo invece un'"alleanza privilegiata". Nel rifiutare la qualifica di "membro" dell'UE alla Turchia, rispecchiò il pensiero di molti tedeschi, in un paese dove i turchi, con circa 3 milioni di presenze, rappresentano la più grande comunità straniera del paese.
Il 30 maggio 2005 ottenne la nomination CDU/CSU come sfidante al cancelliere Gerhard Schröder del SPD alle elezioni federali del 2005. Il suo partito cominciò la campagna elettorale con un 21% di vantaggio nei sondaggi rispetto al SPD. La campagna CDU/CSU soffrì quando Angela Merkel, che aveva dichiarato la sua competenza economica, confuse il guadagno lordo con quello netto due volte in un dibattito televisivo. Tuttavia, riconquistò parte dell'elettorato dopo l'annuncio della futura nomina di Paul Kirchhof, ex giudice della Corte Costituzionale Tedesca ed esperto di politica fiscale, come Ministro delle Finanze.
Angela Merkel e la CDU persero terreno dopo che Kirchhof propose l'introduzione di una flat tax in Germania, minando la credibilità del partito sulla materia finanziaria e portando molti votanti alla convinzione che la politica di deregolamentazione della CDU era diretta a beneficio dei soli ricchi. Tutto ciò fu aggravato da Angela Merkel, che propose di incrementare l'IVA per ridurre il deficit tedesco. Il SPD fu in grado di aumentare il proprio consenso semplicemente assicurando che non avrebbe aumentato l'IVA o introdotto la flat tax. Nonostante la posizione di Angela Merkel si sia poi risollevata dopo che ebbe preso le distanze dalle proposte di Kirchhof, rimase considerevolmente meno popolare di Schröder, e il vantaggio del CDU si ridusse al 9% alla vigilia delle elezioni. Fu criticata anche per aver copiato un passaggio di un discorso del Presidente degli Stati Uniti Ronald Reagan in un dibattito presidenziale del 1980 per il suo duello televisivo con Gerhard Schröder, il cancelliere social democratico.

### Cancelliera

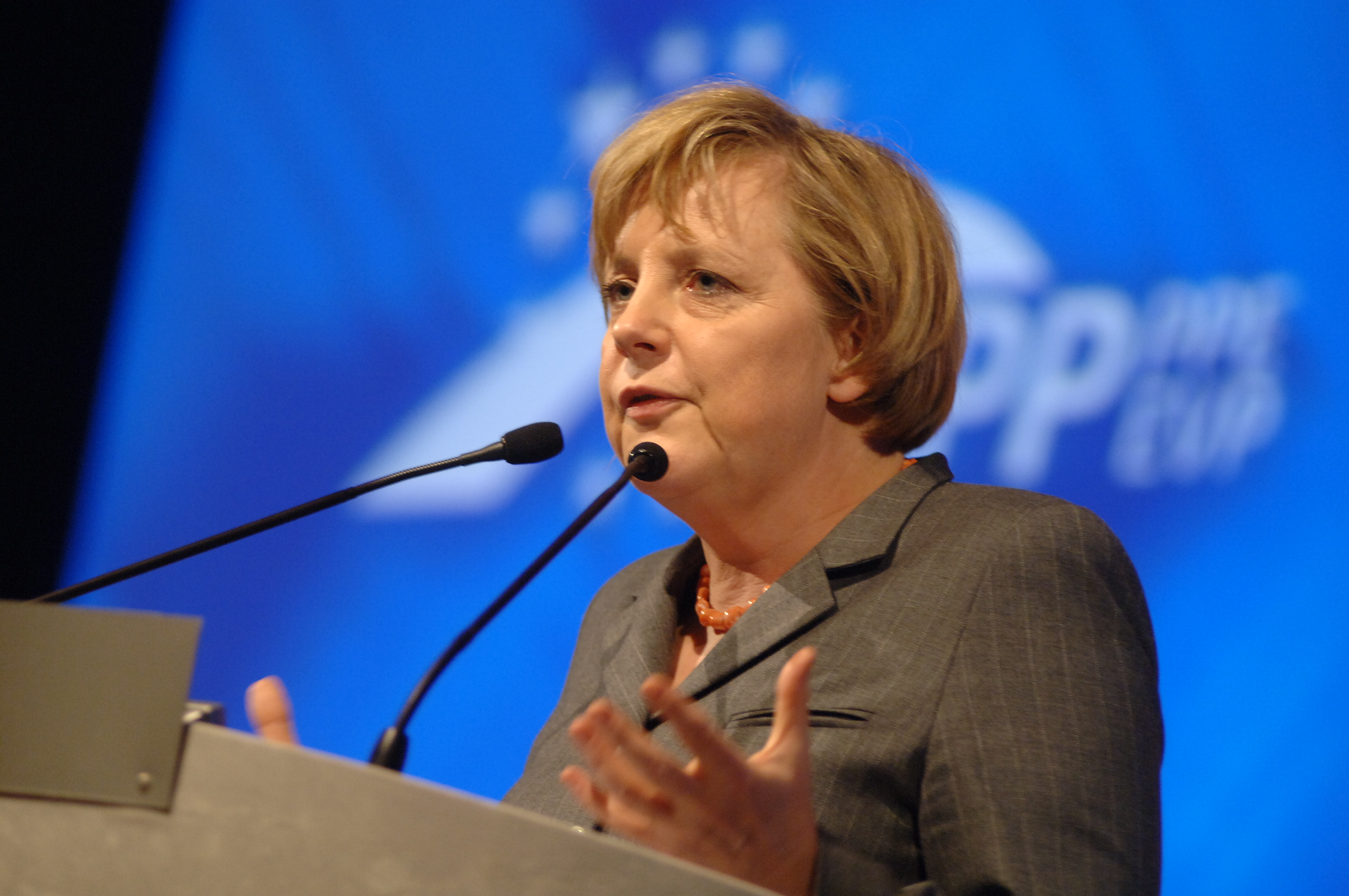
Angela Merkel mentre tiene un discorso al Congresso del Partito Popolare Europeo nel 2006

Il 18 settembre 2005 la CDU/CSU di Angela Merkel e la SPD di Schröder si affrontarono in un testa a testa alle elezioni federali, con la CDU/CSU che ottenne il 35,3% dei voti (CDU: 27,8%; CSU: 7,5%) e il SPD che conquistò il 34,2%. Né la coalizione SPD-Verdi né la CDU/CSU, insieme al loro partner di coalizione, il Partito Liberale Democratico, ottennero voti sufficienti per formare una maggioranza al Bundestag, e sia Schröder sia Merkel proclamarono la vittoria. Dopo tre settimane di negoziati, i due partiti raggiunsero un accordo secondo cui Angela Merkel sarebbe diventata Cancelliera, mentre la SPD avrebbe ottenuto 8 dei 16 ministeri.
Il 31 ottobre, dopo la sconfitta del suo candidato preferito alla posizione di Segretario Generale del SPD, Franz Müntefering annunciò che si sarebbe dimesso da Presidente del partito nel mese di novembre. In risposta a ciò, il 1º novembre, Edmund Stoiber (CSU), che fu originariamente nominato per la carica di Ministro dell'Economia e della Tecnologia, annunciò il suo ritiro. Questa azione fu vista come minante per la stabilità del governo, e la maniera in cui Stoiber si ritirò minò gravemente la sua posizione di rivale di Angela Merkel.
L'accordo di coalizione fu approvato dalle conferenze separate di CDU, CSU e SPD il 14 novembre. Angela Merkel fu eletta Cancelliera dalla maggioranza dei delegati (397 contro 217) nel neoeletto Bundestag il 22 novembre, ma 51 membri della coalizione di governo votarono contro di lei.

#### Primo Governo

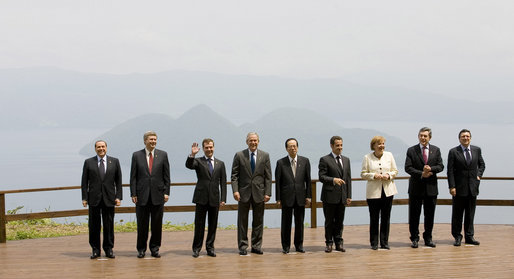
Foto di Gruppo del G8 del 2008 tenutosi a Tōyako in Giappone

Il governo di Angela Merkel giurò alle 16:00 del 22 novembre 2005. Composizione:
- Angela Merkel (CDU) – Cancelliera
- Frank-Walter Steinmeier (SPD) – Vice Cancelliere e Ministro degli Affari Esteri
- Wolfgang Schäuble (CDU) – Ministro degli Interni
- Brigitte Zypries (SPD) – Ministro della Giustizia
- Peer Steinbrück (SPD) – Ministro delle Finanze
- Michael Glos (CSU) – Ministro dell'Economia e della Tecnologia
- Olaf Scholz (SPD) – Ministro del Lavoro e degli Affari Sociali
- Horst Seehofer (CSU) – Ministro per la Protezione dei Consumatori, del Cibo e dell'Agricoltura
- Franz Josef Jung (CDU) – Ministro della Difesa
- Ursula von der Leyen (CDU) – Ministro della Famiglia, degli Anziani, delle Donne e dei Giovani
- Ulla Schmidt (SPD) – Ministro della Salute
- Wolfgang Tiefensee (SPD) – Ministro dei Trasporti, delle Costruzioni e dello Sviluppo Urbano
- Sigmar Gabriel (SPD) – Ministro dell'Ambiente, della Protezione della Natura e della Sicurezza Nucleare
- Annette Schavan (CDU) – Ministro dell'Istruzione e della Ricerca
- Heidemarie Wieczorek-Zeul (SPD) – Ministro per la Cooperazione Economica e lo Sviluppo
- Thomas de Maizière (CDU) – Ministro per gli Affari Speciali e Direttore dell'Ufficio del Cancelliere.

Le affermazioni dei politici indicarono che la grande coalizione avrebbe perseguito un misto di politiche, alcune delle quali differiscono dalla politica della Cancelliera. L'intento della coalizione era quello di tagliare la spesa pubblica aumentando l'IVA (dal 16 al 19%), i contributi alla sanità pubblica e la tassa sui guadagni. La protezione lavorativa non coprì più i lavoratori durante i primi due anni di lavoro, le pensioni furono congelate e i sussidi per l'acquisto della prima casa diminuirono. In politica estera, la Germania mantenne forti legami con la Francia e con gli stati dell'Europa orientale, in particolare la Russia, e sostenne la candidatura della Turchia per l'accesso all'Unione europea.
Angela Merkel affermò che lo scopo principale del suo governo era quello di ridurre la disoccupazione, e che questo era l'argomento sul quale il suo governo avrebbe dovuto essere giudicato.

##### Le visite di Stato
Il suo primo viaggio all'estero ebbe luogo il giorno in cui giurò come Cancelliera; andò a Parigi, per incontrare il Presidente della Repubblica francese Jacques Chirac. Nel suo discorso, Chirac enfatizzò l'importanza dell'alleanza franco-tedesca per l'Europa. Dopo l'incontro con Chirac, volò a Bruxelles per discutere con i leader dell'UE e con il Segretario Generale della NATO, Jaap de Hoop Scheffer. Si recò poi a Londra, dove incontrò l'allora Primo Ministro Tony Blair. Il 28 novembre ricevette il primo Capo di Stato: il Presidente della Namibia (ex colonia tedesca) Hifikepunye Pohamba. Nel suo primo discorso come cancelliera, il 30 novembre 2005, annunciò gli obiettivi per il rafforzamento dell'economia tedesca e la riduzione della disoccupazione.
Effettuò la sua prima visita nel Medio Oriente come Presidente del Consiglio Europeo il 1º aprile 2007. Offrì l'aiuto dell'Europa per riportare Israele e i palestinesi al tavolo delle trattative, e cercò di far riprendere gli sforzi internazionali per le trattative stesse.
Il 25 settembre 2007 incontrò il Dalai Lama Tenzin Gyatso per una "conversazione privata e informale" a Berlino, al Cancelliere tedesca, tra le proteste della Cina. La Cina cancellò in seguito i contatti con i politici e ufficiali tedeschi, tra cui quelli con il Ministro della Giustizia Brigitte Zypries.

#### Secondo Governo

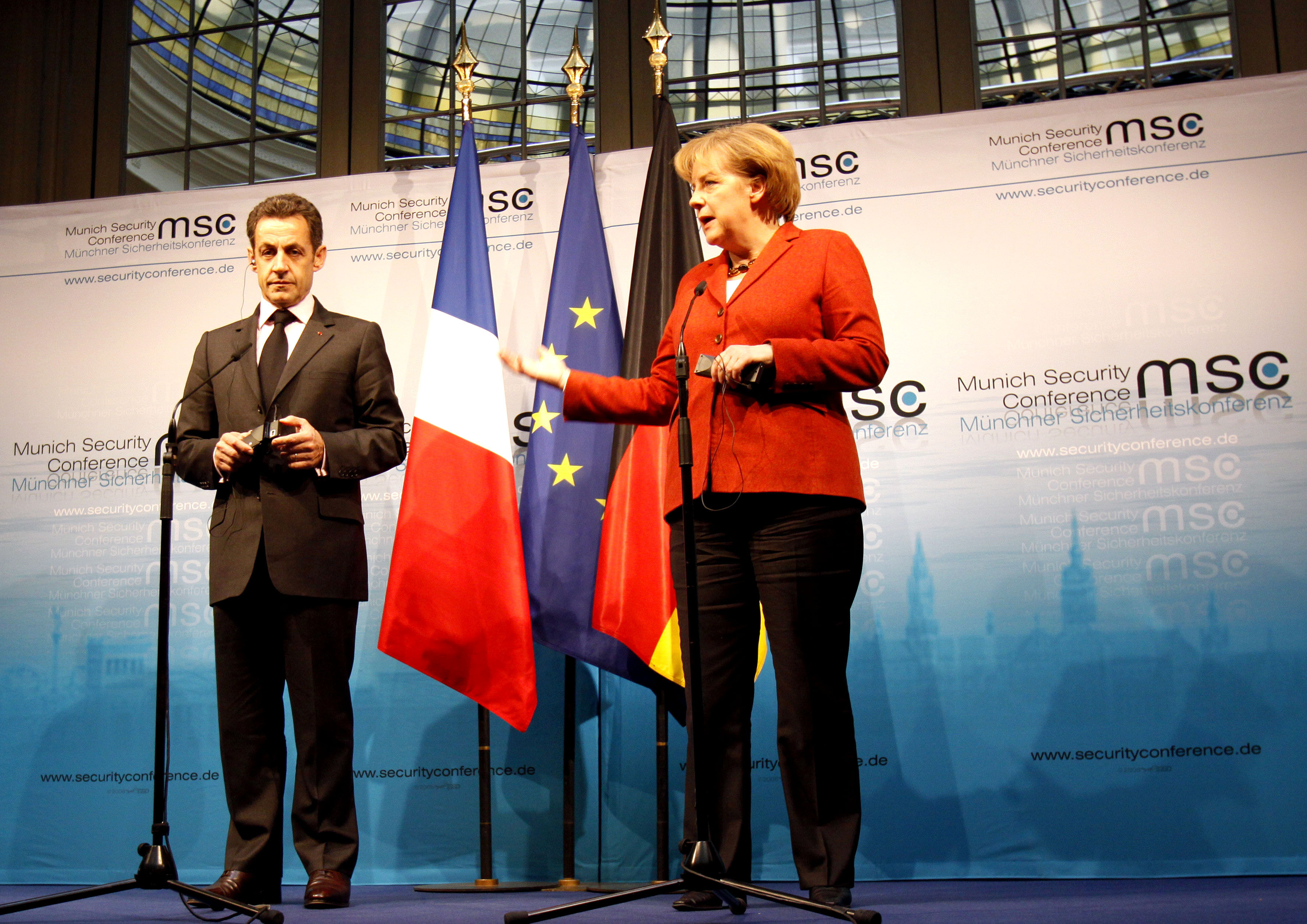
Angela Merkel presenzia alla 45ª Conferenza sulla Sicurezza di Monaco di Baviera insieme al Presidente francese Nicolas Sarkozy il 7 febbraio 2009

Il 27 settembre 2009 la CDU ritornò a vincere le elezioni, e Angela Merkel cancelliera in pectore per un secondo mandato sino al 2013, confermò la volontà di dare vita a una coalizione nero-gialla con i Liberali (FDP). Il 23 ottobre 2009 in una conferenza stampa con Guido Westerwelle, segretario del FDP e Horst Seehofer leader della CSU annunciò la composizione del nuovo governo, che entrò in carica dal 28 ottobre 2009:
- Angela Merkel (CDU) – Cancelliera
- Guido Westerwelle (FDP) – Vice Cancelliere e Ministro degli Affari Esteri
- Wolfgang Schäuble (CDU) – Ministro delle Finanze
- Sabine Leutheusser-Schnarrenberger (FDP) – Ministro della Giustizia
- Rainer Brüderle (FDP) – Ministro dell'Economia
- Thomas de Maizière (CDU) - Ministro degli Interni
- Ursula von der Leyen (CDU) – Ministro del Lavoro
- Ilse Aigner (CSU) – Ministro dell'Agricoltura e per la Protezione dei Consumatori
- Karl-Theodor zu Guttenberg (CSU) – Ministro della Difesa
- Kristina Koehler (CDU) – Ministro della Famiglia, degli Affari Sociali e dell'Infanzia
- Philipp Rösler (FDP) – Ministro della Salute
- Peter Ramsauer (CSU) – Ministro dei Trasporti e delle Costruzioni
- Norbert Röttgen (CDU) – Ministro dell'Ambiente
- Annette Schavan (CDU) – Ministro dell'Istruzione e della Ricerca
- Dirk Niebel (FDP) – Ministro per la Cooperazione Economica e lo Sviluppo
- Ronald Pofalla (CDU) – Ministro del Cancelliere

#### Terzo Governo

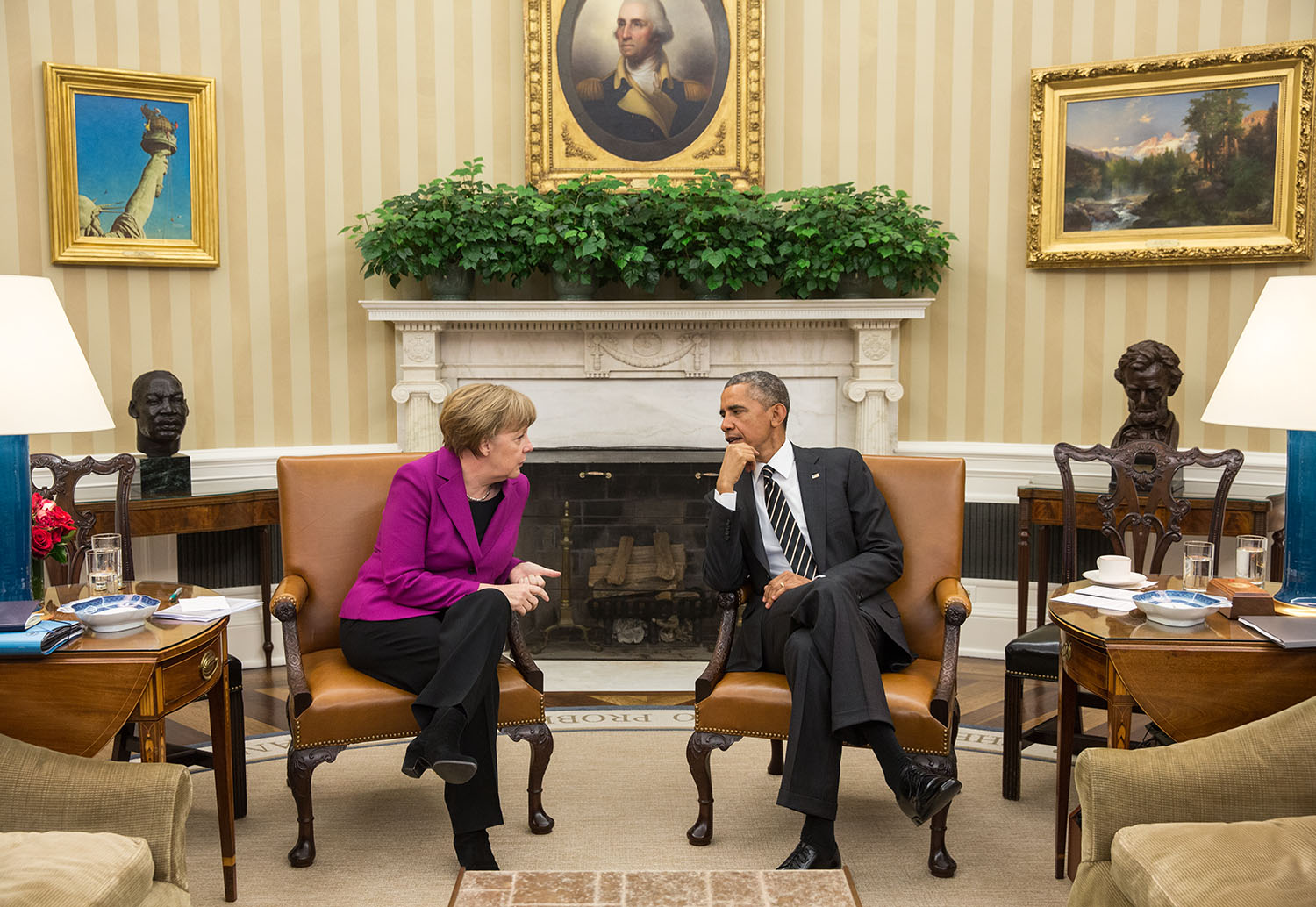
Incontro bilaterale tra Angela Merkel e il Presidente degli Stati Uniti d'America Barack Obama nello Studio Ovale della Casa Bianca il 9 febbraio 2015

Il terzo governo Merkel entrò formalmente in carica dal 17 dicembre 2013, nel corso della diciottesima legislatura del Bundestag, iniziata a seguito delle elezioni federali del 2013, che videro un forte rafforzamento del CDU/CSU, che ottennero 311 seggi su 631. Le urne determinarono l'esclusione dal Bundestag dell'FDP principale alleato della CDU/CSU nel precedente governo. Per CDU/CSU non trovarono l'appoggio parlamentare di un altro partito in grado di sostenere il governo. Dopo lunghe trattative si giunse alla formazione di una nuova grande coalizione costituita da Unione Cristiano Democratica (CDU)/Unione Cristiano-Sociale in Baviera (CSU) e Partito Socialdemocratico Tedesco (SPD).
Il 30 giugno 2017 la Cancelliera, nonostante espresse pubblicamente la propria contrarietà personale al disegno di legge sul matrimonio egualitario, dichiarò che i parlamentari del proprio partito avrebbero avuto piena libertà di coscienza. La legge passò con 393 voti favorevoli, 226 voti contrari e 4 astenuti.

#### Quarto Governo
Il quarto governo Merkel, il ventiquattresimo governo della Germania, entrò in carica dal 14 marzo 2018.
Il 29 ottobre dello stesso anno, dopo le sconfitte elettorali subita dalla Cdu in Assia e Baviera, giunte al termine di una lunga fase di flessione dei consensi del suo partito annunciò, al Congresso della Cdu previsto per dicembre ad Amburgo, che non si sarebbe ricandidata alla presidenza del partito, chiarendo anche la propria indisponibilità a candidarsi, alle elezioni del 2021, per un quinto mandato come cancelliere, né per un seggio in Parlamento o un incarico a Bruxelles.
Il 22 gennaio 2019 firmò, insieme ad Emmanuel Macron il trattato di Aquisgrana a conferma del trattato dell'Eliseo stipulato nel 1963. Nel luglio successivo, in sinergia col Presidente francese Emmanuel Macron, Angela Merkel e il suo partito sostennero l'elezione a Presidente della Commissione europea della tedesca Ursula von der Leyen, a lungo ministra nei suoi precedenti governi.
Sostenne la necessità di rafforzare la politica di difesa comune dell'Unione europea, promuovendo la formazione di un esercito europeo, complementare all'alleanza atlantica.

## Ritiro dalla vita pubblica
Dopo circa 16 anni come cancelliera, Merkel si ritira dalla vita politica attiva, dicendosi interessata a ritornare alla vita accademica. La sua attività di cancelliera termina ufficialmente l'8 dicembre 2021. Il 17 aprile 2023 riceve la Gran croce dell'Ordine al merito di Germania modello speciale. È la terza persona in Germania a essere insignita di tale onorificenza dopo Konrad Adenauer, cancelliere dal 1949 al 1963 e Helmut Kohl, cancelliere dal 1982 al 1998.

## Vita privata
Nel 1977 si sposò con il suo primo marito, come lei studente di fisica, Ulrich Merkel, conosciuto durante uno scambio universitario a Mosca, dal quale divorziò quattro anni dopo, nel 1981, conservando però il cognome di lui, con il quale è a tutti nota.
Il 30 dicembre 1998 sposò in seconde nozze lo scienziato chimico-fisico Joachim Sauer, conosciuto presso l'Accademia della Scienze dell'allora DDR, nel quartiere Adlershof di Berlino.

### Opere
Nel novembre 2024 è stata pubblicata la sua autobiografia intitolata Libertà.

## Incarichi politici

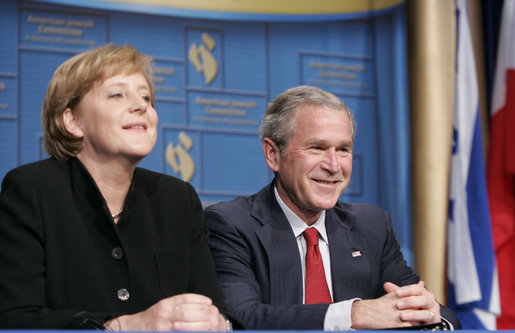
Merkel e Bush nel 2006

- 1989 Membro di "Risveglio Democratico" (Demokratischer Aufbruch)
- aprile 1990 vice portavoce del governo della Germania Est
- agosto 1990 membro dell'Unione Cristiano-Democratica Tedesca (CDU)
- dicembre 1990 membro del parlamento tedesco (Bundestag)
  - candidato per il distretto di Stralsund
- 1991 - 1994 Ministro della Famiglia, Anziani, Donne e Gioventù
- 1994 - 1998 Ministro dell'Ambiente, Conservazione e Sicurezza Nucleare
- 1991 - 1998 Vicepresidente della CDU
- 1993 - 2000 Presidente della CDU Mecklenburg-Vorpommern
- 2000 - 2018 Presidente della CDU
- dal 22 novembre 2005 al dicembre 2021 - Cancelliera della Germania

## Onorificenze

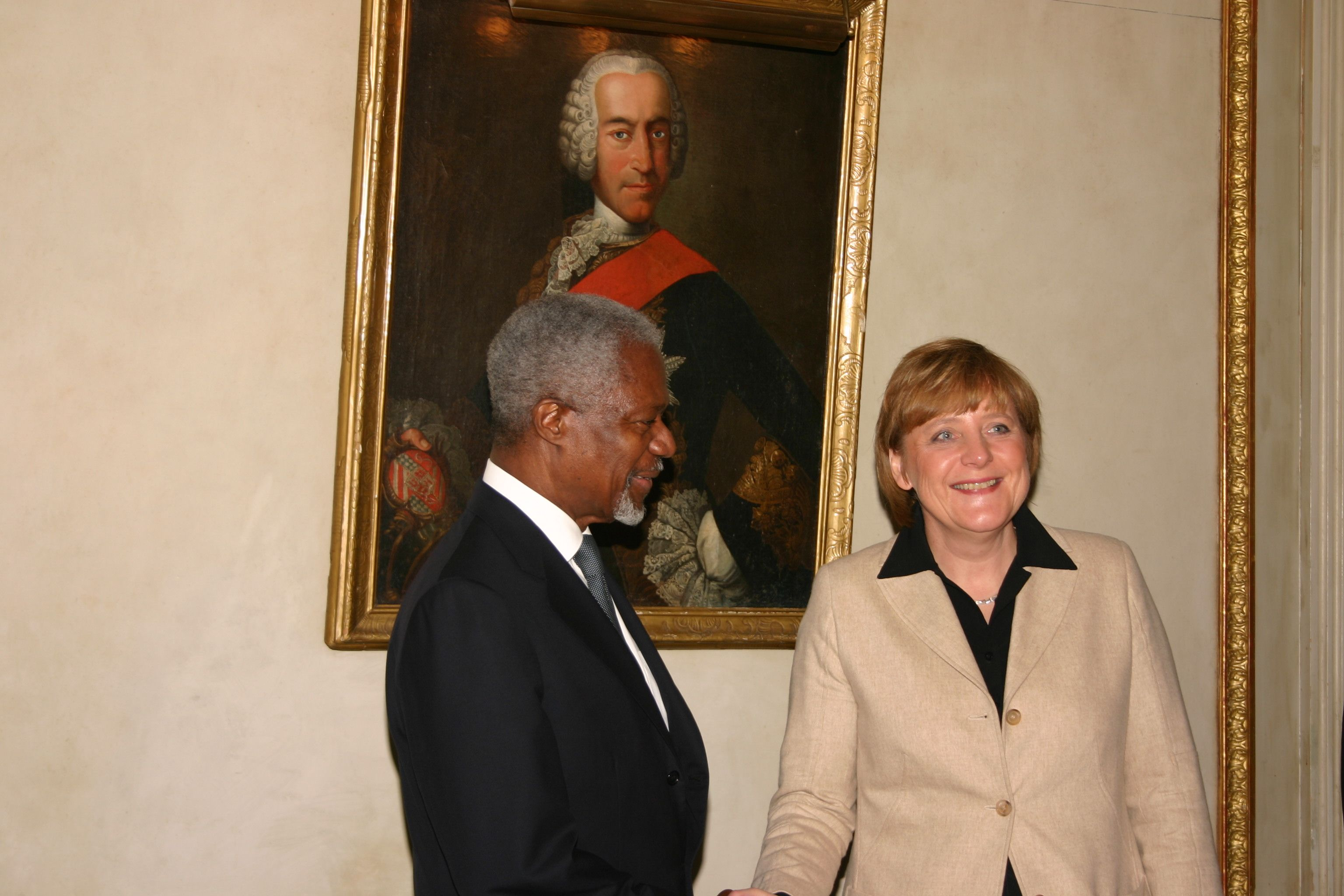
Angela Merkel e il segretario generale delle Nazioni Unite Kofi Annan nel 2005

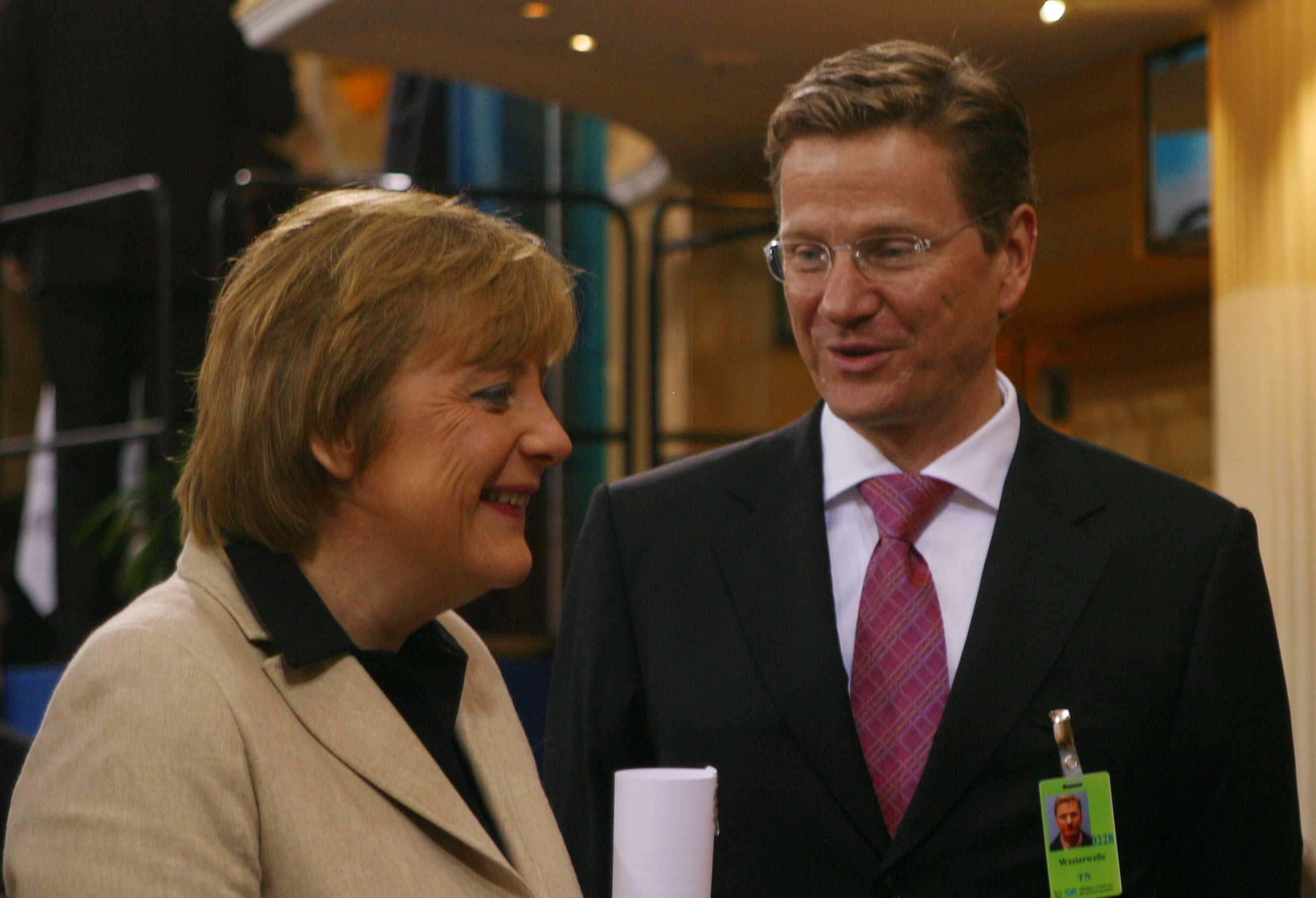
Angela Merkel e Guido Westerwelle (2005)

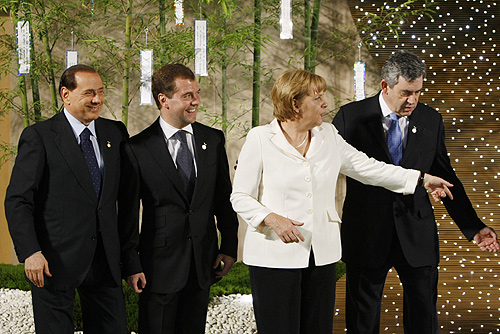
Silvio Berlusconi, Dmitry Medvedev Angela Merkel e Gordon Brown al G8 del 2008 a Hokkaido

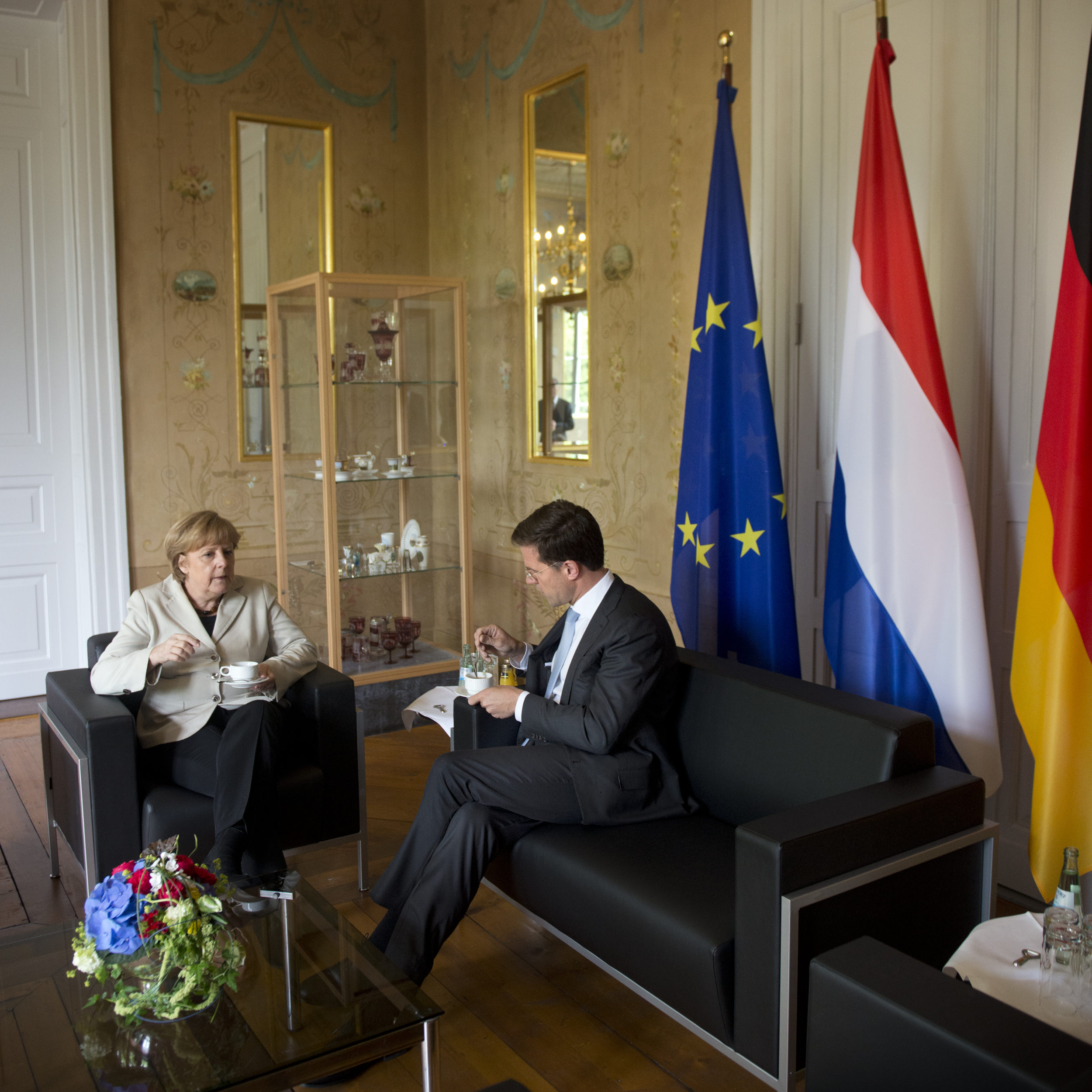
Faccia a faccia con il ministro-presidente dei Paesi Bassi Mark Rutte, 23 maggio 2013

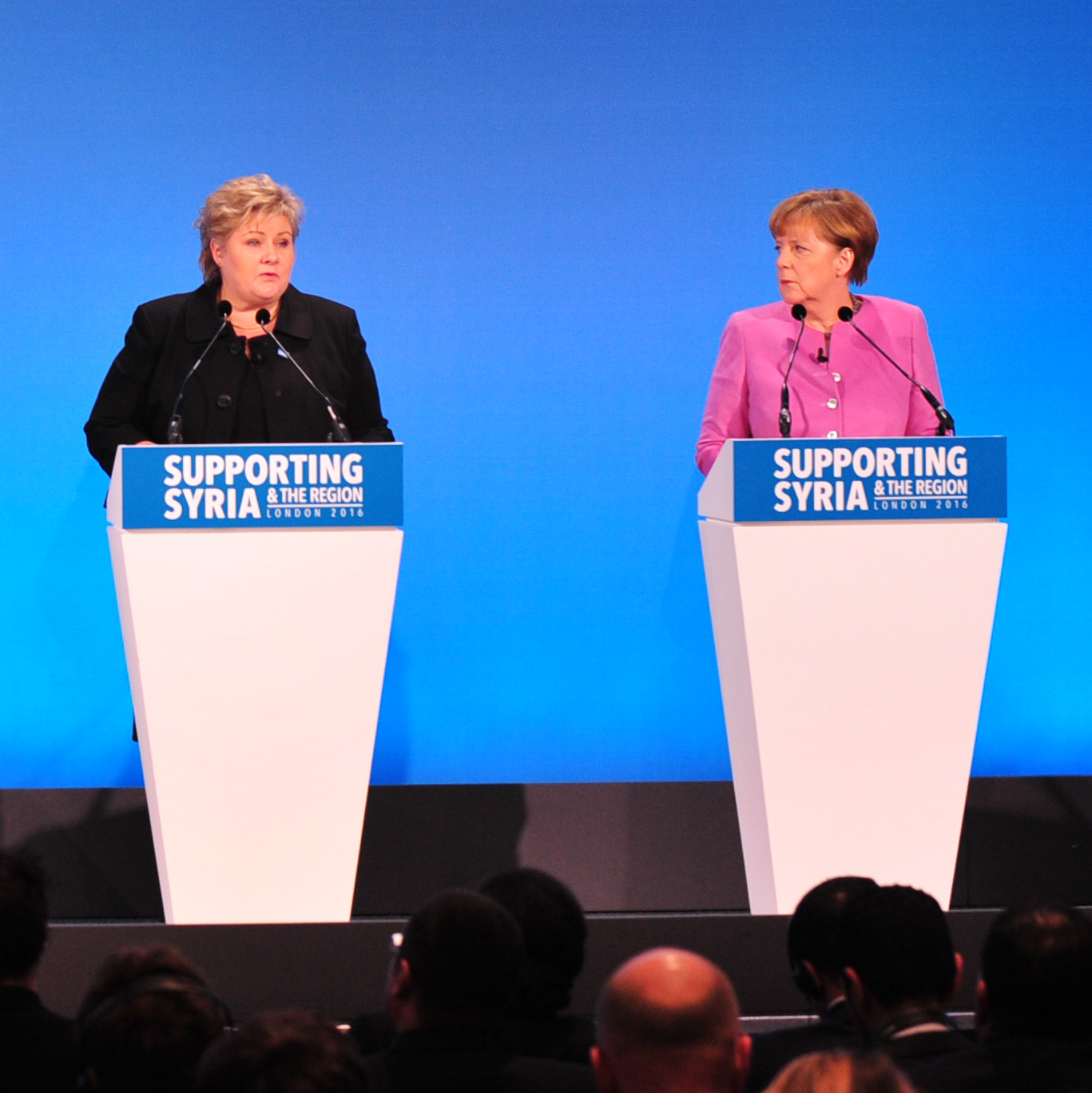
Il primo ministro della Norvegia Erna Solberg e Angela Merkel in conferenza stampa, 4 febbraio 2016

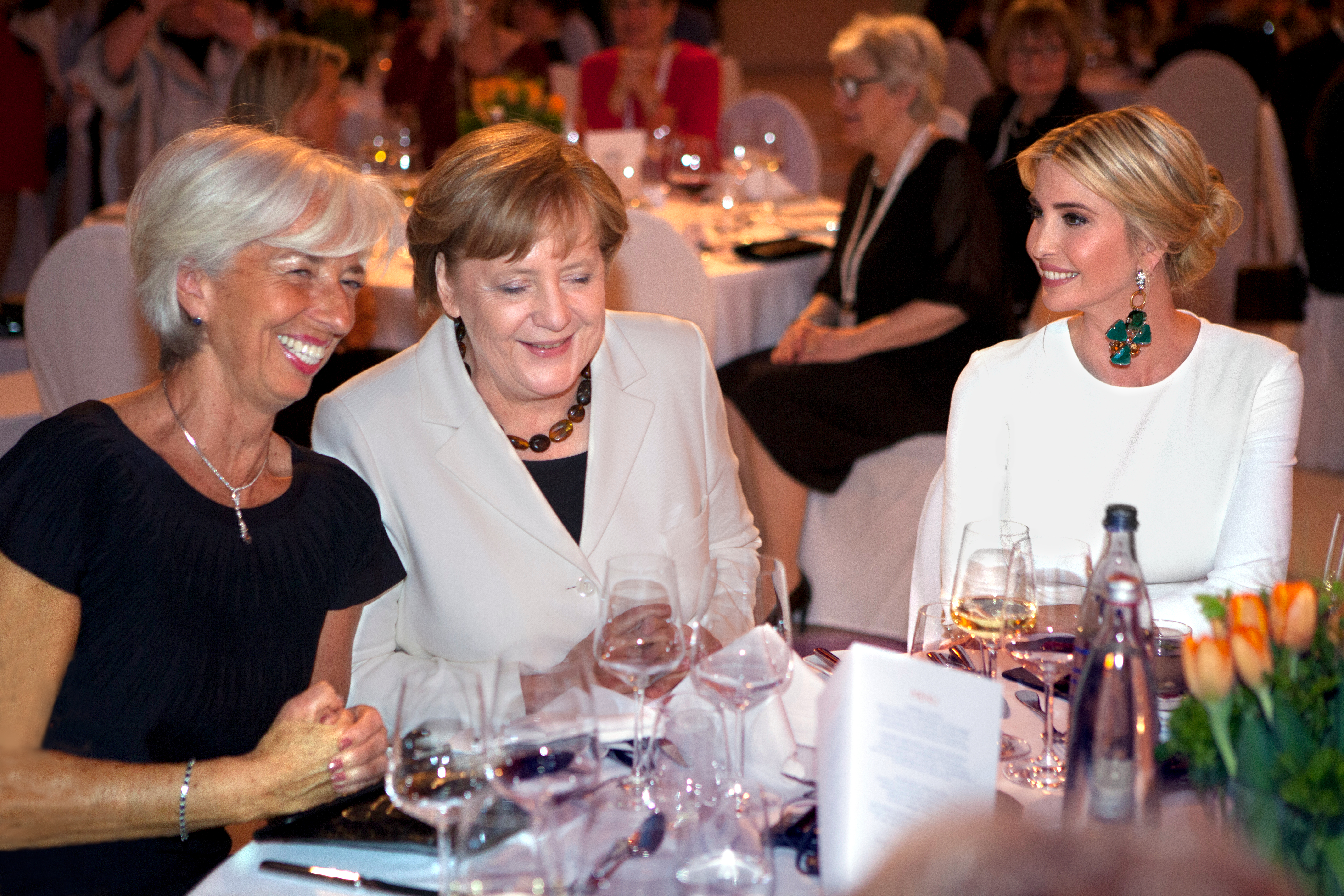
Christine Lagarde, Angela Merkel e Ivanka Trump alla cena di gala della conferenza W20 a Berlino, 25 aprile 2017

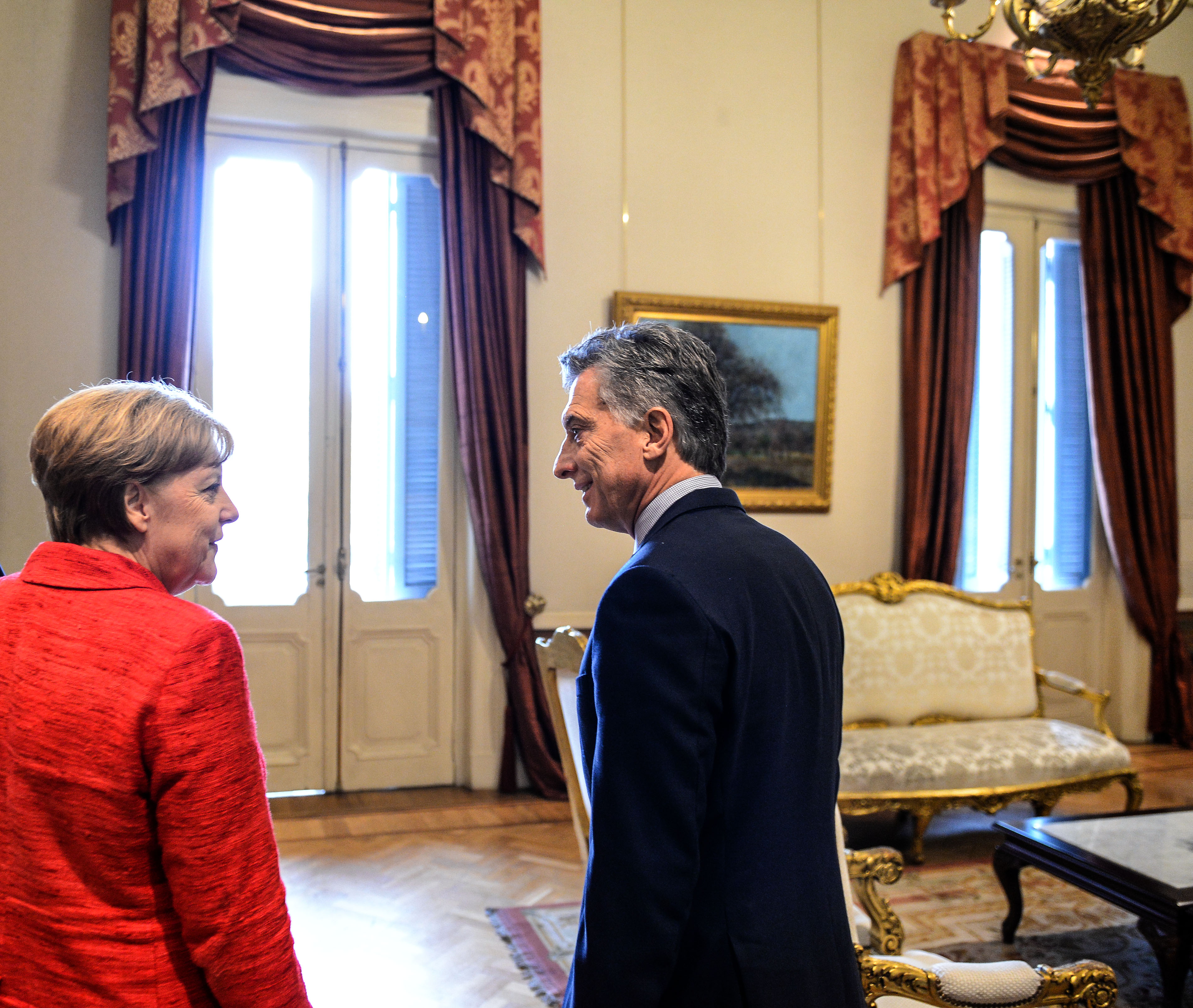
Angela Merkel in visita al presidente dell'Argentina Mauricio Macri, giugno 2017

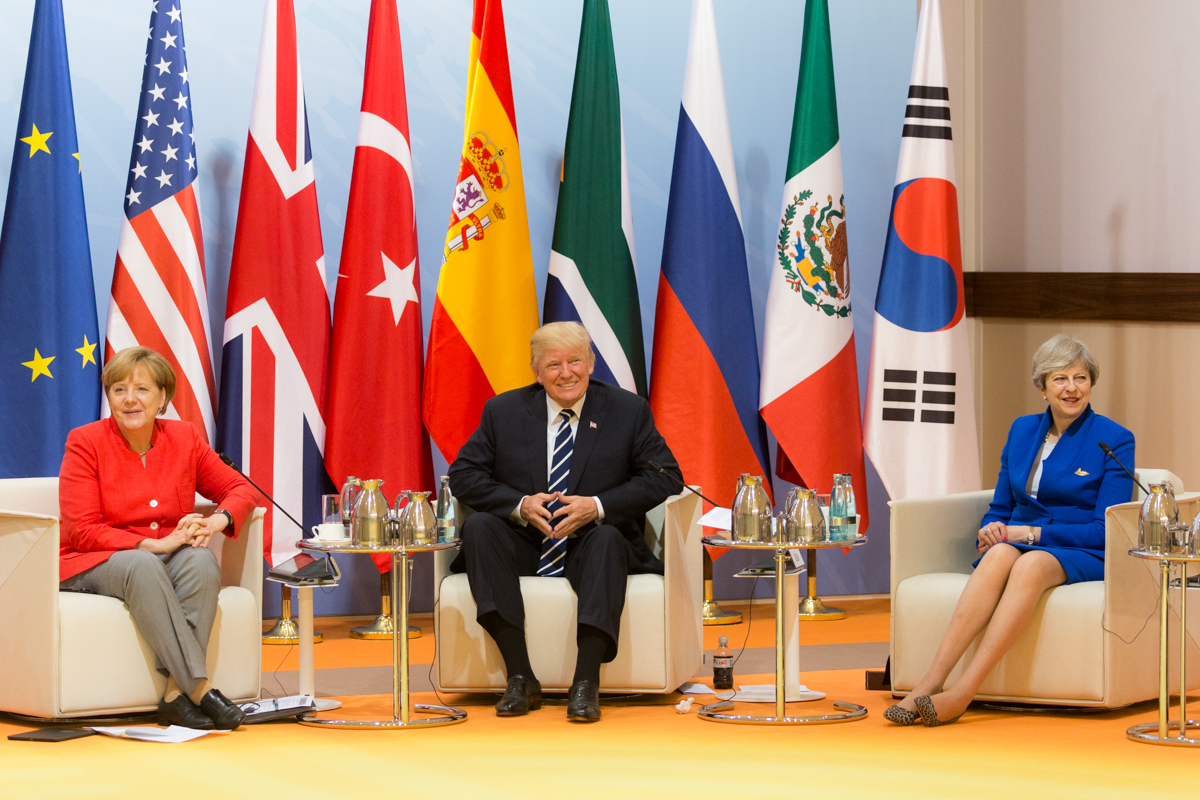
Angela Merkel, Donald Trump e Theresa May al vertice del G20 del 2017 ad Amburgo

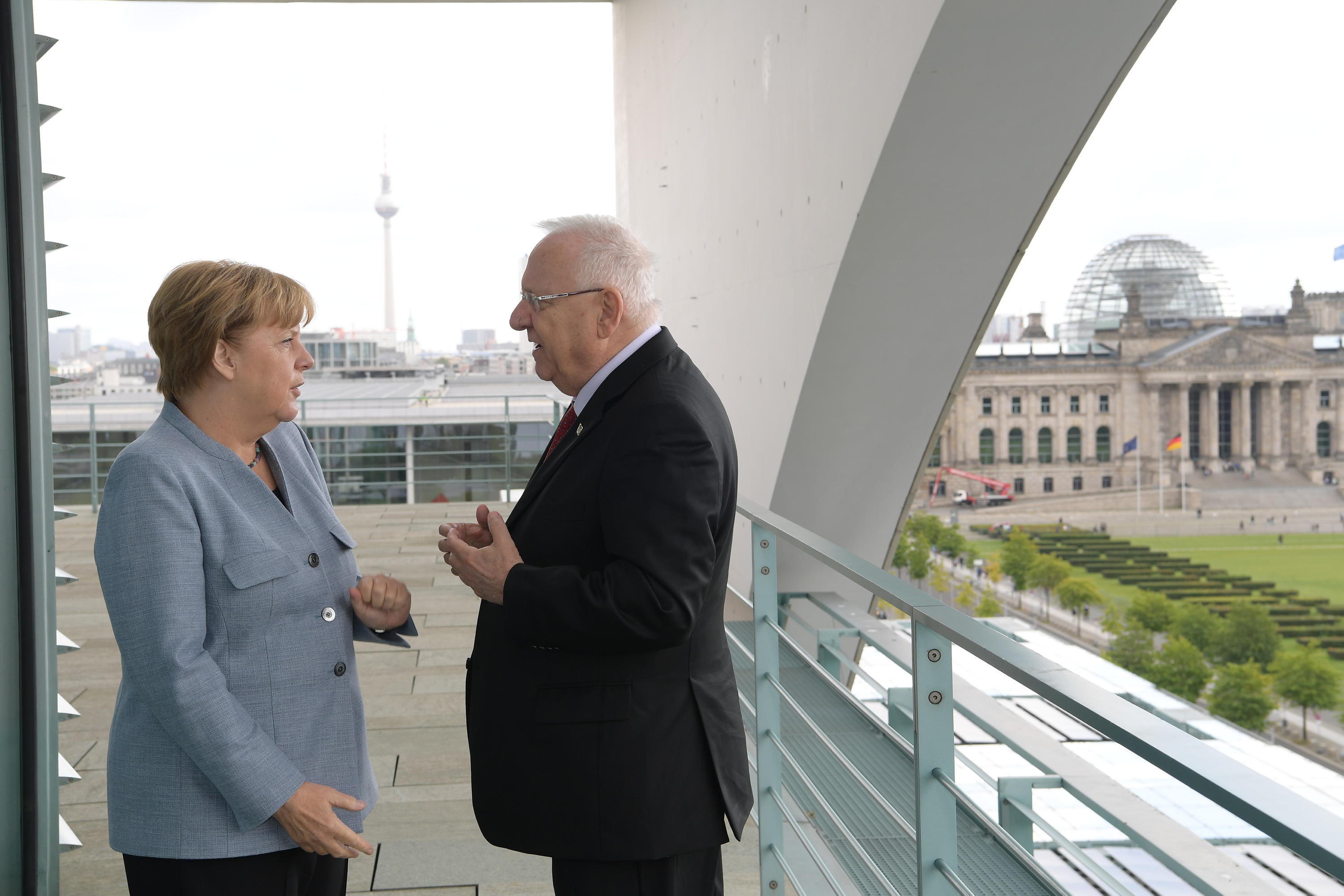
Angela Merkel incontra il presidente di Israele Reuven Rivlin il 7 settembre 2017

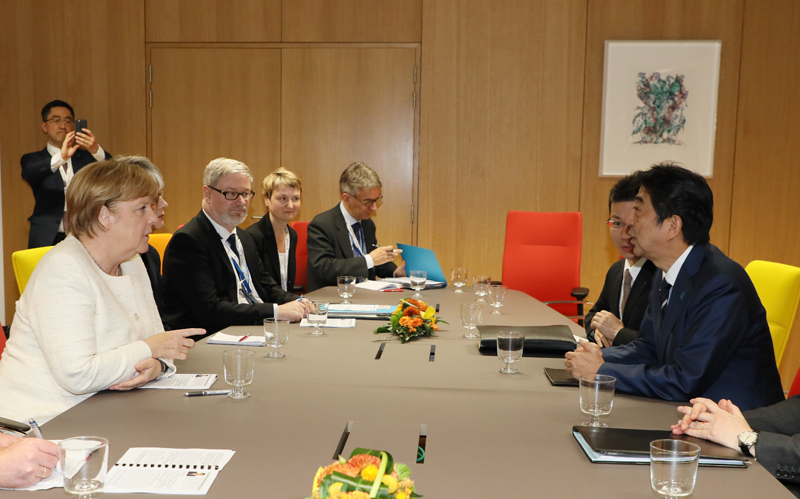
Angela Merkel e il primo ministro giapponese Shinzo Abe durante la sua visita in Europa, 18 ottobre 2018

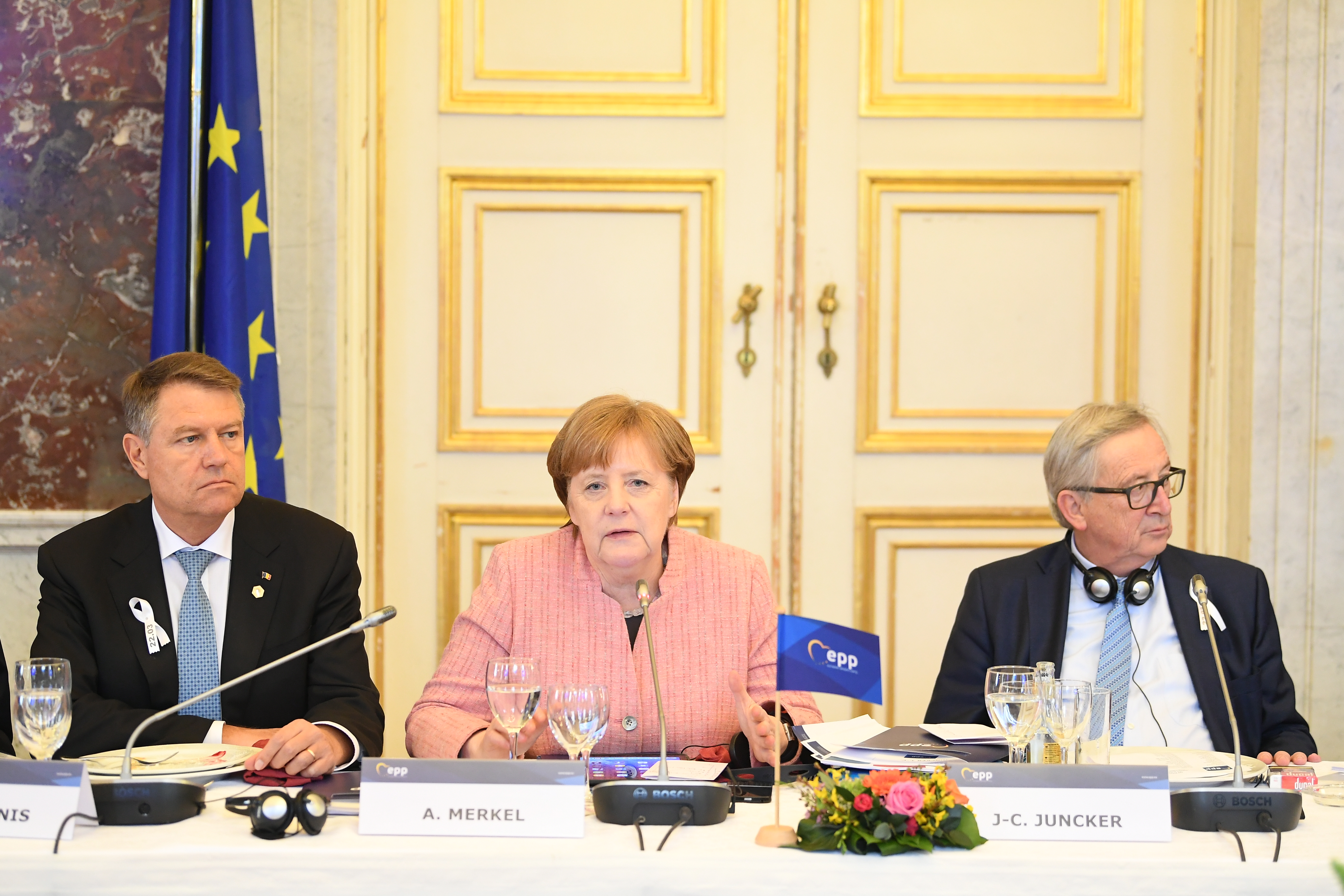
Angela Merkel, Klaus Iohannis (a sinistra) e Jean-Claude Juncker (a destra) al vertice del PPE del 22 marzo 2018

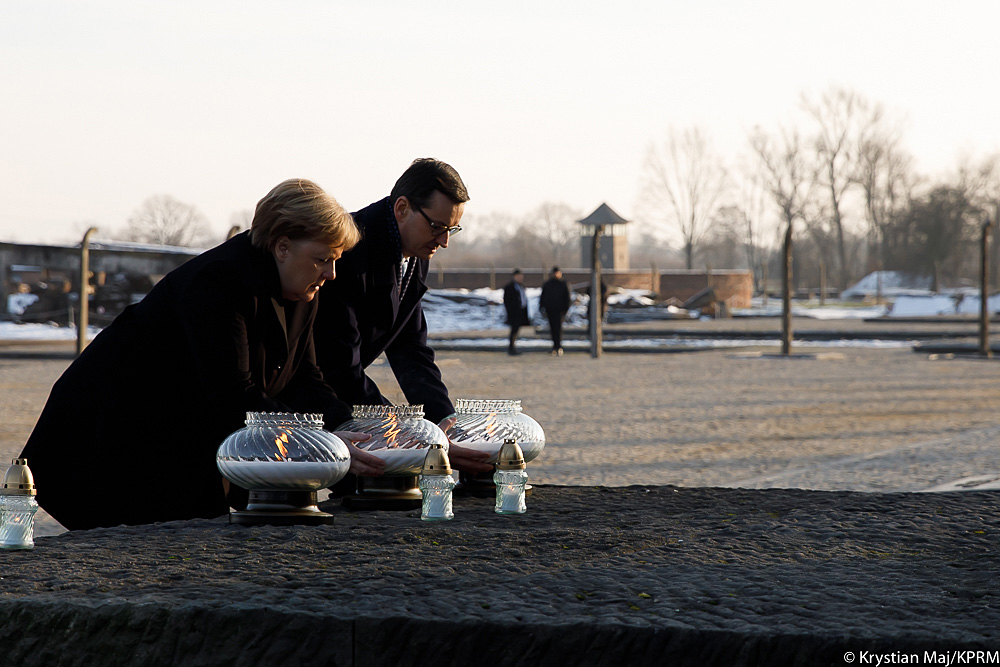
Angela Merkel e il
presidente del Consiglio dei ministri della Polonia Mateusz Morawiecki alla commemorazione del campo di concentramento di Auschwitz il 6 dicembre 2019

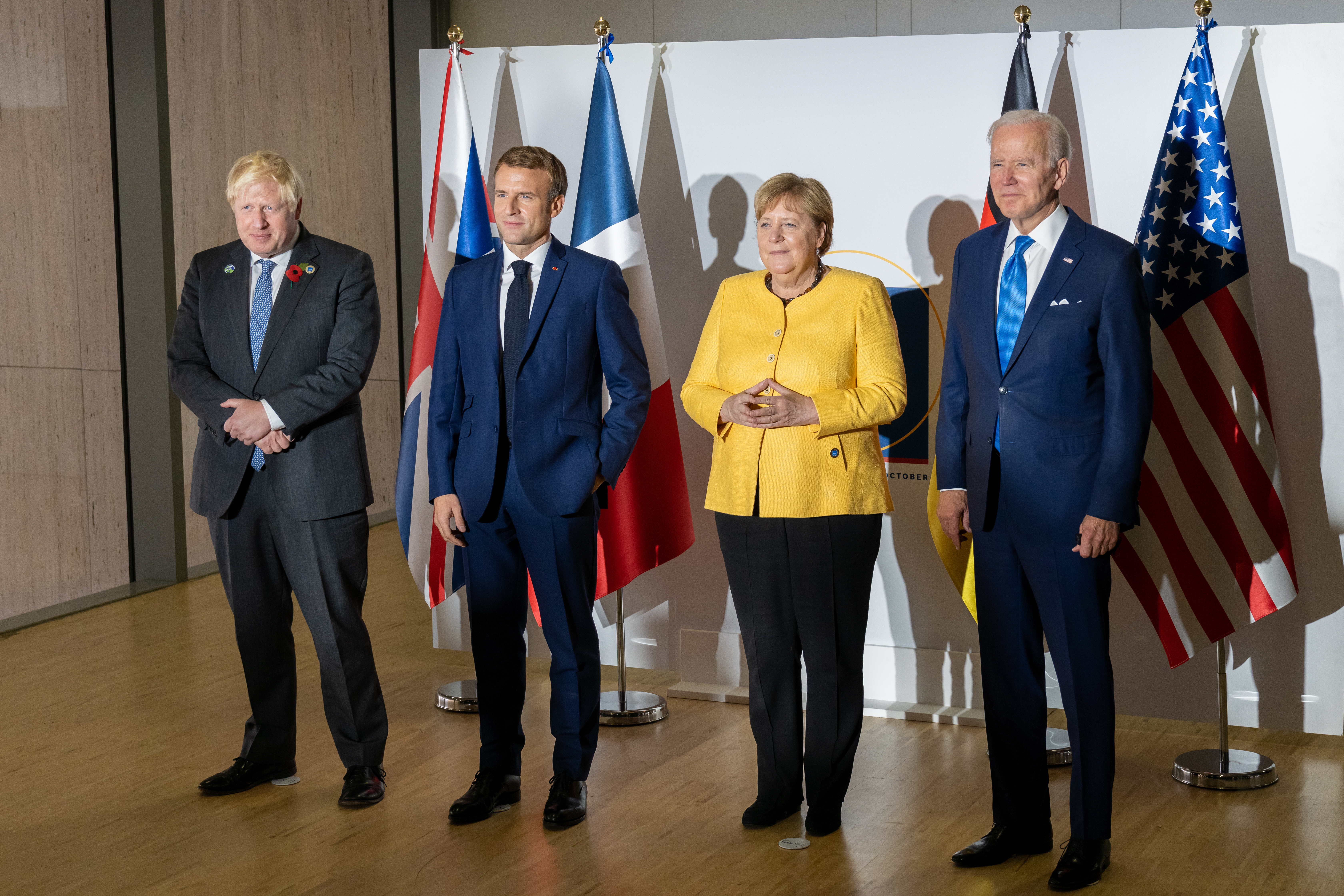
Boris Johnson, Emmanuel Macron, Angela Merkel e Joe Biden al G20 del 2021 a Roma